# Белолик саки
Белоликият саки (Pithecia pithecia) е вид бозайник от семейство Сакови (Pitheciidae). Обитава Бразилия, Френска Гвиана, Гвиана, Суринам и Венецуела, те са активни денонощното и изцяло дървесен вид.
Дължината на тялото е 30 – 40 сантиметра. Дължината на опашката е приблизително същата като на тялото. Тегло в зряла възраст е 2 – 2,5 кг. Продължителността на живота е около 15 години. Мъжете са черни с изключение на главата, която е белезникава до червеникава. Женските са предимно кафяви до кафяво-сиви, с по-къс косъм от мъжките и имат ярка бели до бледо червени ивици, простиращи се от всяко око към ъглите на устата.
Сакитата живеят в моногамни двойки и остават заедно до края на живота си или малки семейни групи. Непълнолетни могат да остават с родителите си в продължение на една или две години след раждането на следващото дете. Хранят се с плодове, мед, листа, цветя, дребни бозайници, като мишки и прилепи, и дребни птици.